# Donny McCaslin

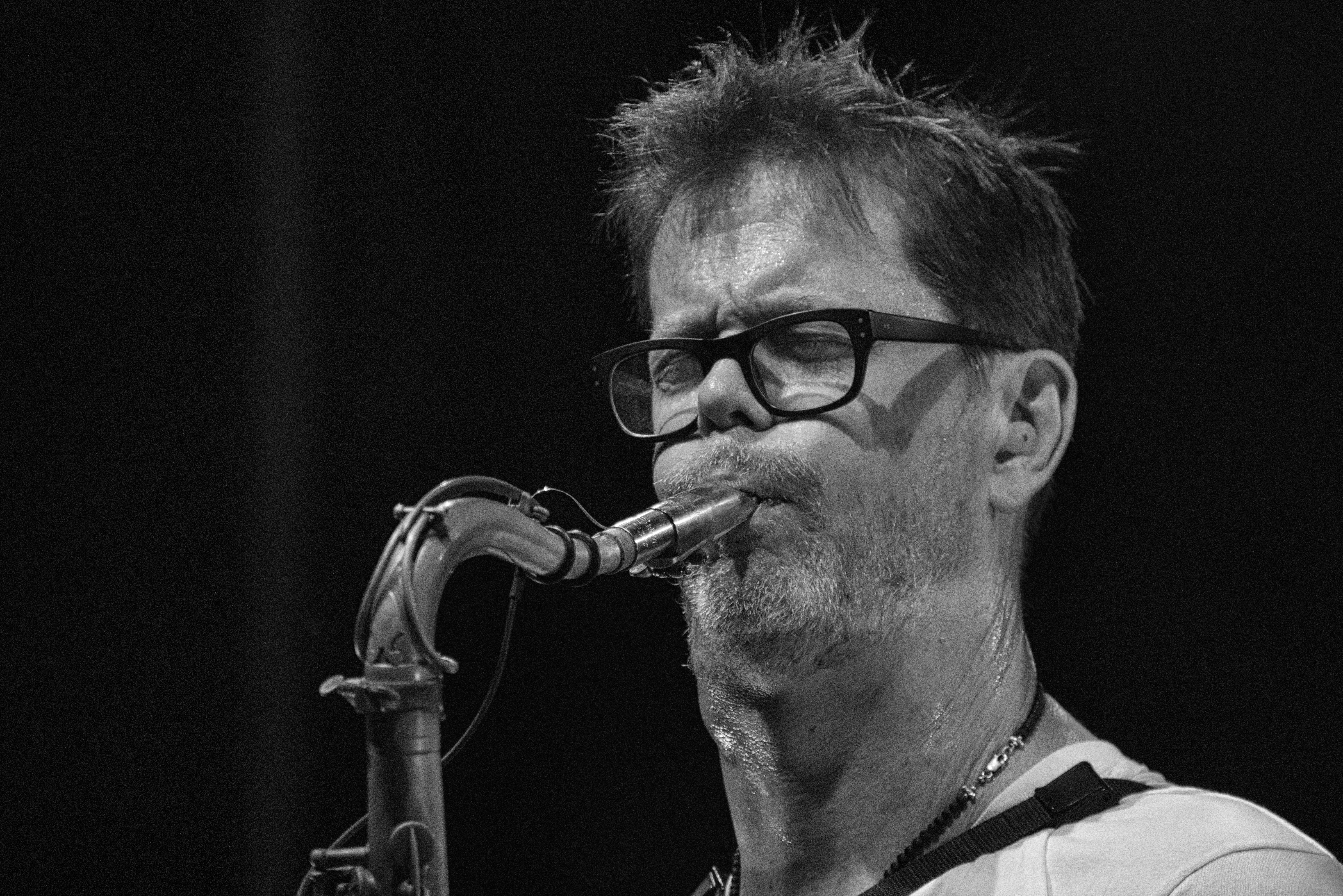
Donny McCaslin auf dem INNtöne Jazzfestival 2024

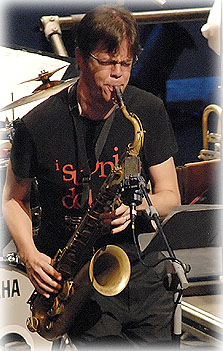
Donny McCaslin (Toronto Jazz Festival 2009)

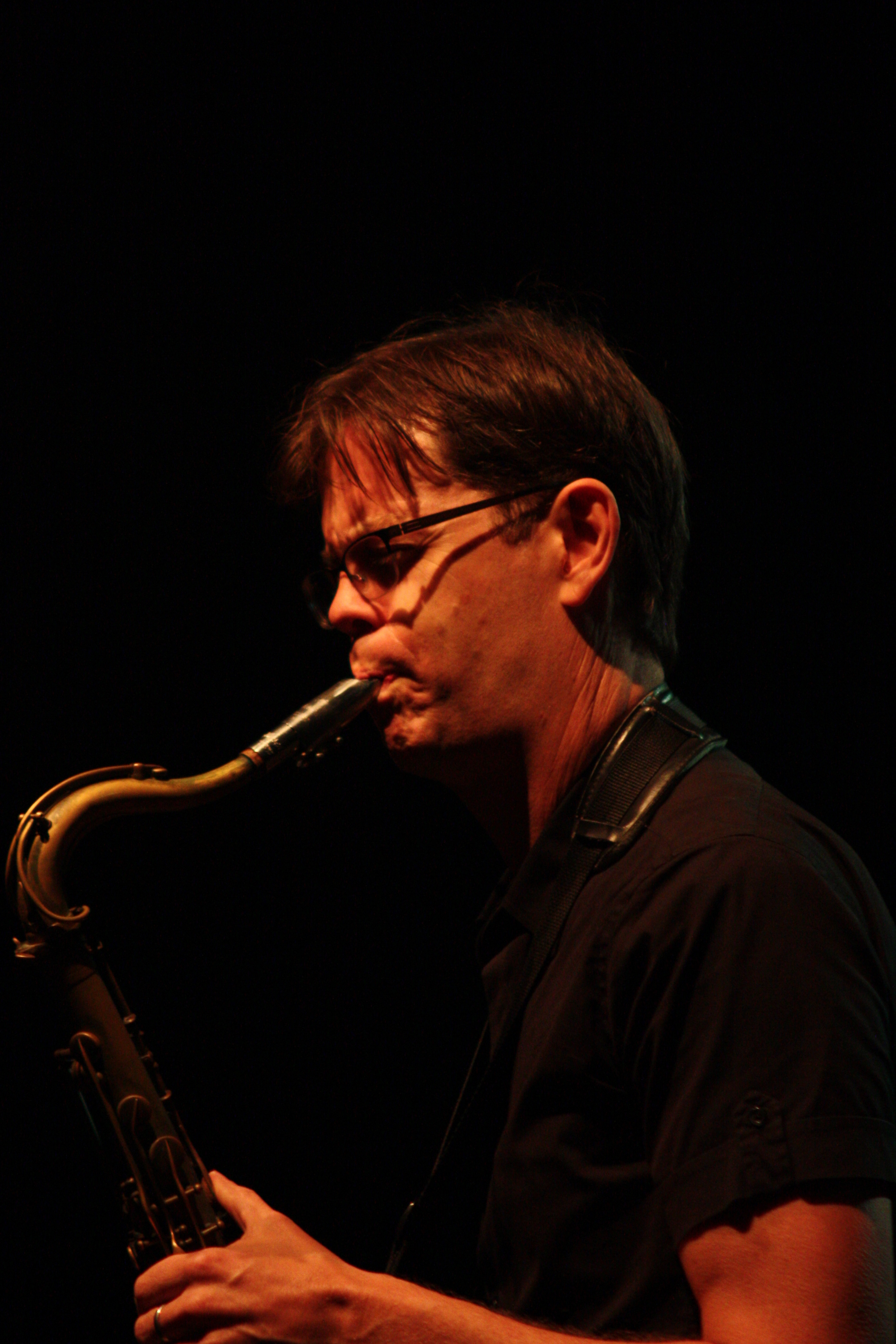
Donny McCaslin (Deutsches Jazzfestival 2013)

Donny McCaslin (Donald Paul McCaslin, * 11. August 1966 in Santa Cruz/Kalifornien) ist ein US-amerikanischer Jazz-Saxophonist.

## Leben und Wirken
McCaslin wurde von seinem Vater in die Jazzmusik eingeführt, der Englischlehrer war und als Vibraphonist eine Jazzgruppe leitete. Im Alter von zwölf Jahren trat er mit der Band seines Vaters auf, und in seiner Highschoolzeit leitete er bereits eine eigene Band. Er spielte auch in einer achtköpfigen Salsaband und studierte im Kuumbwa Jazz Center. Zu seinen Lehrern zählten Paul Contos und Brad Hecht.
Er tourte mit einem Jugendensemble durch Europa und Japan und erhielt 1984 ein Stipendium für ein Studium am Berklee College of Music. Hier wurde er Mitglied des Quintetts von Gary Burton, mit dem er vier Jahre durch Europa, Japan, Nord- und Südamerika tourte.
1991 ließ er sich in New York nieder und wurde Mitglied der Gruppe Steps Ahead, der er drei Jahre lang angehörte. Daneben arbeitete er mit dem Gil Evans Orchestra, der George Gruntz Concert Jazz Band, dem Quintett von Danilo Pérez und von Mary Ann McSweeney, Maria Schneiders Jazz Orchestra (Data Lords 2020) und den Santi Debrianos Panamaniacs.
1997 gründete McCaslin mit Dave Binney, Scott Colley und Kenny Wollesen die experimentelle Gruppe Lan Xan, mit der zwei Alben entstanden. 1998 veröffentlichte er sein erstes Album als Bandleader. 2011 wirkte er bei Ryan Truesdells Centennial – Newly Discovered Works of Gil Evans mit. 2013 gab er mit eigenem Quartett Konzerte auch in Deutschland.
Anfang 2015 war McCaslin gemeinsam mit seinen Bandmitgliedern Mark Guiliana, Tim Lefebvre und Jason Lindner an den Aufnahmen für David Bowies letztes Album Blackstar beteiligt. Erweitert um den Gitarristen Nate Wood spielte die Gruppe im Jahr 2016 das Album Beyond Now ein, das von Bowie inspiriert und ihm gewidmet ist.

## Diskographische Hinweise
- Exile & Dicovery mit Bruce Barth, Billy Drummond, Ugonna Okegwo (1997)
- Seen from Above mit Jim Black, Scott Colley, Ben Monder (2000)
- The Way Trough mit David Binney, Anders Bostrom, Scott Colley, Adam Cruz, Luciana Souza, Doug Yates (2003)
- Give N Go mit Scott Colley, Gene Jackson, John Swana (2005)
- Soar mit Luis Bonilla, Scott Colley, Shane Endsley, Orrin Evans, Ben Monder, Antonio Sáanchez, Pernell Saturnino, Luciana Souza (2005)
- In Pursuit mit David Binney, Scott Colley, Ben Monder, Antonio Sanchéz, Pernell Saturnino (2007)
- Recommended Tools, mit Hans Glawischnig, Johnathan Blake (2008)
- Perpetual Motion (2010)
- Casting for Gravity (2012), mit Jason Lindner, Tim Lefebvre, Mark Guiliana
- Florian Weber, Don McCaslin, Dan Weiss Criss Cross (Exploring Monk and Bill Evans) (Enja 2015)
- Beyond Now (Motéma, 2016)
- I Want More (Edition Records, 2023)

## Belege
1. ↑  David Bowie’s Blackstar Band Announces New Album, Shares “A Small Plot of Land” Cover, pitchfork.com vom 30. Juli 2016, gesehen am 12. Januar 2017

| Personendaten    | Personendaten                     |
| ---------------- | --------------------------------- |
| NAME             | McCaslin, Donny                   |
| ALTERNATIVNAMEN  | McCaslin, Donald Paul             |
| KURZBESCHREIBUNG | US-amerikanischer Jazzsaxophonist |
| GEBURTSDATUM     | 11. August 1966                   |
| GEBURTSORT       | Santa Cruz, Kalifornien           |